# Debian
Debian (/ˈde.bi.ən/) (ou Debian GNU/Linux) est une distribution Linux, composée presque exclusivement de logiciels libres (en effet, la plupart des microcodes — notamment ceux des fondeurs — et des firmwares, ainsi que la partie non-free des dépôts, ne sont pas libres).
Elle est développée par le « Debian Project », une organisation communautaire fondée le 16 août 1993 par Ian Murdock. La plupart des décisions sont prises par résolution générale ou par vote. Le DPL (« Debian Project Leader », le responsable de projet) actuel est Andreas Tille, élu en avril. Il succède à Jonathan Carter, qui occupait ce poste depuis avril 2020, ayant été réélu à quatre reprises, son dernier mandat ayant débuté en avril 2023.
La première version stable (1.1, nom de code : « Buzz ») a été publiée le 17 juin 1996 et l'actuelle (13.0, nom de code : « Trixie »), le 9 août 2025.
Debian est aussi utilisée en tant que base de nombreuses autres distributions, comme Linux Mint ou Ubuntu.

## Philosophie du projet Debian
Debian se distingue de la plupart des distributions Linux par son caractère non commercial et par le mode de gouvernance coopératif de l'association qui gère la distribution.
Par « constituer une distribution » on entend « choisir et assembler les logiciels qui composent la distribution » : le noyau du système d'exploitation, le programme d'installation de la distribution, les logiciels et pilotes pour assurer les fonctions réseau ou ceux pour gérer une ou plusieurs imprimantes ; enfin, d'autres logiciels, dits « basiques » (dont la plupart des utilisateurs auront besoin), tels qu'un lecteur multimédia, un navigateur web , etc. Les distributions dites « commerciales » proposent généralement des versions gratuites, mais cela n'en fait pas des distributions « libres », ni même « open source », puisque l'objectif est de réaliser du profit par la vente de services liés à l'utilisation de leur distribution (support, développement…) ou encore, par la vente d'un code permettant d'activer une partie bridée de celle-ci (comme Freemium). Ainsi, Ubuntu est une distribution commerciale car elle est fabriquée par la société commerciale Canonical. Debian, en revanche, est une distribution libre, car elle est développée par une organisation à but non lucratif : SPI (Software in the Public Interest, que l'on peut traduire par « Logiciel dans l'intérêt général »).
La distinction entre distribution non commerciale et commerciale est importante, car les choix en matière de technologie ou de marketing ne sont pas fondés sur les mêmes critères, selon qu'ils sont faits par des bénévoles organisés en démocratie directe, ou par le(s) propriétaire(s) d'une société commerciale.

## Historique

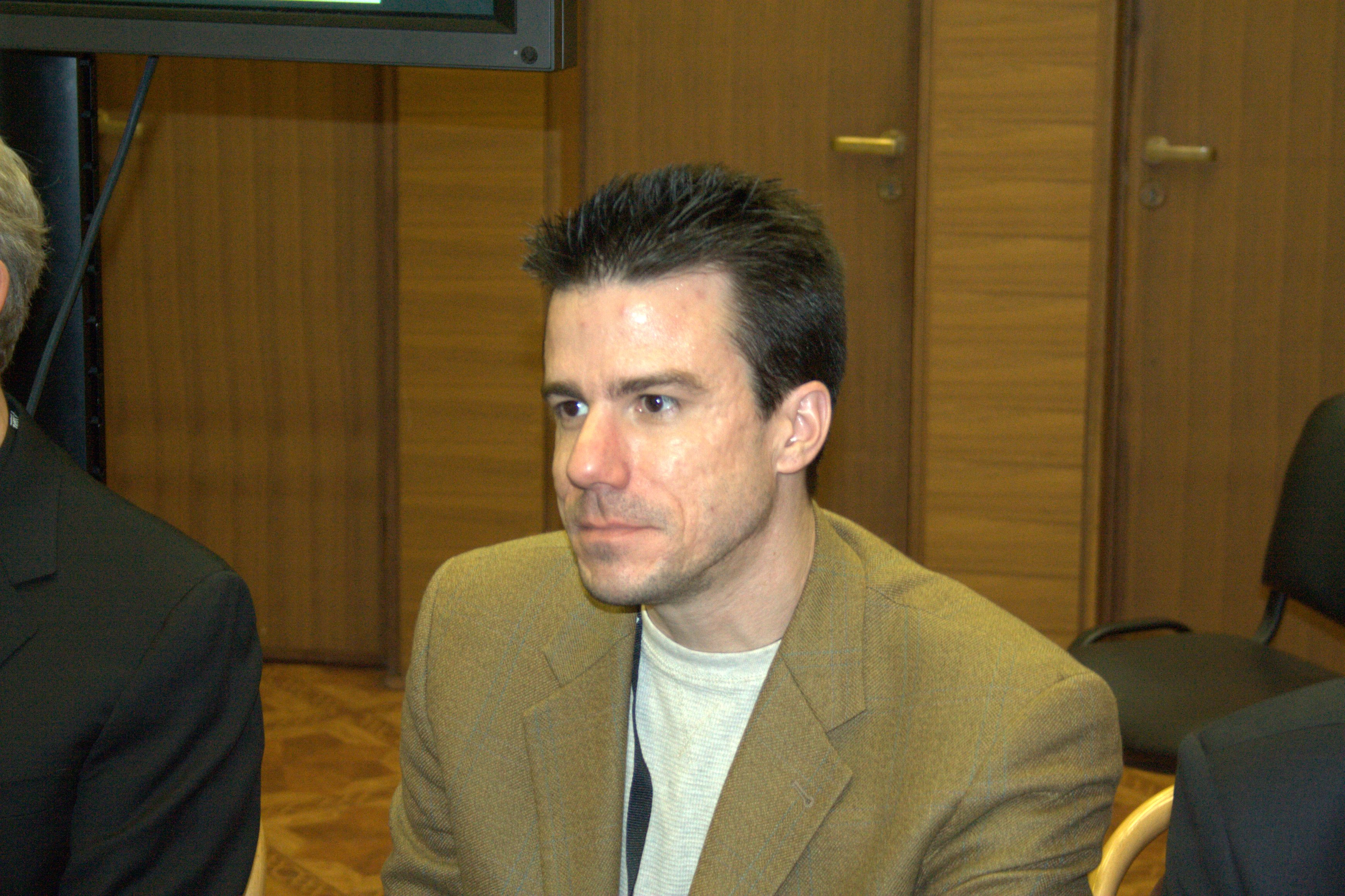
Ian Murdock en 2008.

### Naissance du projet (1993 - 1998)
Debian a été créée en août 1993 par  Ian Murdock, alors étudiant à l'université Purdue. Elle est soutenue par le projet GNU de la Free Software Foundation (FSF), de novembre 1994 à novembre 1995.
Les versions 0.01 jusqu'à 0.90 de Debian sont produites entre août et décembre 1993 ; Ian Murdock écrit alors :
« 
La version 0.91 de Debian sortit en janvier 1994. Elle avait un système de gestion de paquets primitif qui permettait aux utilisateurs de manipuler les paquets mais n'autorisait pas grand-chose d'autre (il ne possédait certainement pas de dépendances ou d'options analogues). À partir de ce moment-là, quelques douzaines de personnes travaillaient sur Debian, alors que je devais toujours assembler les versions moi-même. La version 0.91 fut la dernière version faite de cette manière. […]
Une grande partie de l'année 1994 fut consacrée à organiser le projet Debian de façon que les autres puissent plus directement contribuer, comme pour la réalisation de Dpkg (Ian Jackson fut très largement responsable de cette dernière). Si je me souviens bien, il n'y eut pas de version officielle en 1994, bien que nous en eûmes un certain nombre en interne, à chaque fois que nous progressions dans l'avancement de la distribution. […]
La Debian 0.93, en version 5, sortie en mars 1995, fut la première version « moderne » de Debian : il n'y avait jamais eu autant de développeurs (bien que je ne puisse me rappeler combien), chacun avait maintenant ses propres paquets et Dpkg fut utilisé pour installer et entretenir tous ces paquets après l'installation du système de base. […]
La Debian 0.93, en version 6, sortie en novembre 1995, fut la dernière version au format a.out. Il y avait environ 60 développeurs pour entretenir les paquets de la version 0.93R6. Si je me souviens bien, dselect fit son apparition dans cette version qui fut ma version favorite de Debian. […]
 »
Murdock cesse de travailler activement sur le projet en mars 1996, durant la préproduction de Debian 1.0. Cette dernière est renommée « 1.1 » pour éviter toute confusion avec une version précédente qui avait été nommée par erreur « 1.0 » par un  fabricant de disque compact ; cet incident mena au concept d'images ISO « officielles », de façon à éviter ce genre de bévues à l'avenir.

Durant le mois d'août 1995 (entre les versions 0.93R5 et 0.93R6), Hartmnut Koptein commence le premier portage de Debian pour l'architecture m68k (Motorola). Il raconte : 

« De très nombreux paquets étaient construits autour de l'architecture i386 (« petit bout », - m486, - O6 et autres options de ce genre de la bibliothèque libc4) et ce fut un travail énorme que d'avoir une base de paquets de départ sur ma machine (un Atari Medusa 68040, 32 MHz). Après trois mois (en novembre 1995), je mis à disposition 200 paquets, sur les 250 disponibles, tous pour la bibliothèque libc5 ! »

Dès lors, le projet Debian s'est développé en incluant de nombreux portages vers d'autres architectures, dont le micro-noyau GNU Mach, qui mènera au développement de Debian Hurd, projet fondé en 1998 par Marcus Brinkmann, avec l'aide de Gordon Matzigkeit (employé de la FSF à l'époque).
Un des tout premiers membres du projet, Bill Mitchell, se rappelle, au sujet du noyau Linux :
« 
On devait être entre la version 0.99r8 et 0.99r15 lorsque l'on a débuté. Pendant très longtemps, je fus capable de compiler un noyau en moins de 30 minutes sur une machine dotée d'un 386 à 20 MHz, et j'étais ainsi capable d'installer une Debian dans le même temps avec moins de 10 Mo d'espace disque. […]
Je me souviens que l'équipe initiale comprenait Ian Murdock, moi-même, Ian Jackson, un autre Ian dont je ne me souviens pas le nom de famille, Dan Quinlan, et quelques autres personnes dont je ne me souviens pas des noms. Matt Welsh faisait aussi partie du groupe initial, ou l'a rejoint à ses tout débuts (il a depuis quitté le projet...). Quelqu'un créa une liste de discussions et nous nous mîmes au travail. […]
Si je me souviens bien, nous ne partîmes pas d'un plan défini, et nous ne partîmes pas sur le fait de créer ensemble un plan avec une approche très organisée. Dès le début, si je ne me trompe pas, nous rassemblâmes aléatoirement les sources d'un certain nombre de paquets. Avec le temps, nous finîmes par finaliser une collection d'articles qui seraient nécessaires au cœur de la distribution : le noyau, un shell, update, getty, de nombreux autres programmes et de fichiers de configuration requis pour initialiser le système ainsi que tout un jeu d'utilitaires.

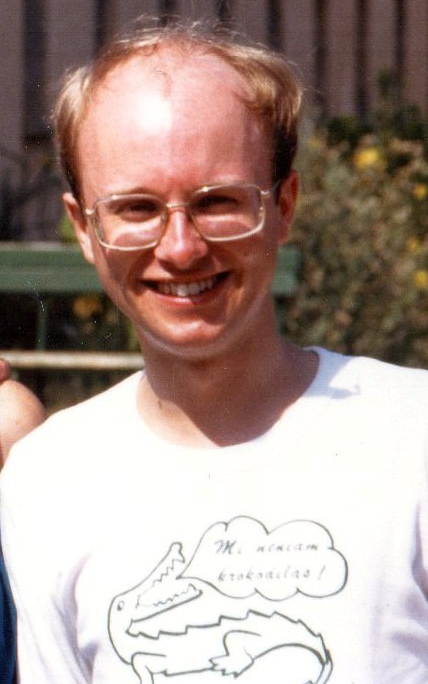
Ian Jackson.

 »

### Démocratie croissante et début de la maturité (1998 - 2002)
Lorsque Ian Murdock quitte Debian, il nomme Bruce Perens comme successeur. Il raconte :
« Bruce fut le candidat naturel à ma succession car il maintenait le système de base depuis près d'un an. Il a pu ainsi combler le vide dû au fait que le temps que je pouvais consacrer à Debian déclinait rapidement. »
Perens lance un certain nombre d'éléments importants du projet, incluant la coordination des efforts dans l'écriture des principes du logiciel libre selon Debian et du Contrat Social de Debian, ainsi que le démarrage de l'« Open Hardware Project ». Pendant la durée de ses fonctions en tant que DPL, Debian a gagné des « parts de marché », ainsi qu'une réputation de plate-forme pour utilisateurs de Linux sérieux et compétents.
Dans le même temps, Bruce Perens chapeauta la création de la société Software in the Public Interest. Destinée à l'origine à fournir un cadre légal permettant l'acceptation de donations, elle devint rapidement une entité soutenant des projets de logiciels libres en dehors de Debian.
Les noms de code des distributions sont (à la suite d'une décision de Bruce Perens, qui travaillait pour Pixar à la même époque), choisis parmi les noms des personnages du film « Toy Story » :
Après Buzz (version 1.1, sortie le 17 juin 1996), Rex (version 1.2, sortie le 12 décembre 1996) et Bo (version 1.3, sortie le 5 juin 1997), sort le 24 juillet 1998, la version 2.0 de Debian, elle porte le nom de code : Hamm.
À destination des architectures Intel x86 et Motorola m68k, cette version se caractérise par l'introduction d'une nouvelle version de la bibliothèque C du Projet GNU (la libc6, version 2 de la glibc). Au moment de sa sortie, il y a plus de 1 500 paquets entretenus par plus de 400 développeurs.
Au début de l'année 1998, Ian Jackson devient le DPL (responsable du Projet Debian)  et, tout de suite après, le vice-président de la SPI. Après la démission du trésorier (Tim Sailer), du président (Bruce Perens) et du secrétaire (Ian Murdock), il devient lui-même président et trois nouveaux membres sont choisis : Martin Schulze (vice-président), Dale Scheetz (secrétaire) et Nils Lohner (trésorier).
En janvier 1999, Wichert Akkerman succéde à Ian Jackson comme DPL et à partir de cette même année, le Responsable de Projet est élu annuellement.
Le 9 mars 1999 sort la version 2.1 (Slink), après un retard d'une semaine, dû à des demandes de corrections de dernière minute. Cette version supporte officiellement deux nouvelles architectures : Alpha et Sparc. Les paquets contenant le système X Window sont profondément réorganisés par rapport aux précédentes versions ; elle inclut aussi APT, l'interface de gestion de paquets de la génération suivante. La version 2.0 est ainsi la première à nécessiter deux cédéroms pour le jeu de CDs officiels, elle contient environ 2 250 paquets.
Le 21 avril 1999, Corel Corporation annonce son intention de développer une distribution GNU/Linux basée sur Debian, incluant l'environnement de bureau du projet KDE ; la première version stable est publiée le 21 septembre de cette même année. Durant l'hiver suivant, Storm Linux, une autre distribution (à destination de l'architecture i386), basée sur Debian mais commerciale, fait son apparition le 14 décembre 1999, à un prix allant de 19,95 US$ pour la version minimum (1 CD), jusqu'à 69,95 US$ pour une version "Deluxe" (5 CDs). Il y aura également, pour faire bonne mesure, une version "Free Edition", en téléchargement gratuit ; mais, en raison d'une très mauvaise gestion du projet, le développement prend fin et la société Stormix ferme ses portes en janvier 2001.
Le projet Debian choisit alors un nouveau logo, créant à la fois une version officielle de celui-ci, destinée aux matériels utilisant Debian (comme les cédéroms ou les sites webs officiels du projet) et une version non officielle pour les utilisations dérivées de Debian (ou mentionnant seulement ce nom).
Un nouveau portage débute ensuite, avec l'architecture « hurd-i386 ». Ce sera la première tentative d'utilisation d'un noyau non-linux, aboutissant à la distribution Debian GNU/Hurd, laquelle utilise GNU Hurd, un ensemble de programmes et de bibliothèques lui-même basé sur le micronoyau GNU Mach.
La Debian 2.2 (Potato) sortira le 15 août 2000. Cette version ajoute le support des architectures PowerPC et ARM. Wichert Akkerman devient le nouveau DPL. Elle compte 3 900 paquets maintenus par près de 450 développeurs.

### Croissance et stabilité (2002 - 2019)
Le 19 juillet 2002 sort la version 3.0 (Woody), qui supporte toujours plus d'architectures, avec l'ajout de IA-64, HP PA-RISC, MIPS et S/390.
Le projet compte alors 900 développeurs et 8 000 paquets, dont, pour la première fois, l'ajout de l'environnement de bureau KDE (après résolution des conflits avec Troll Tech au sujet des divergences entre la clause 7 de la GPL et la licence de la bibliothèque Qt).
Le 6 juin 2005 sort la version 3.1 (Sarge), qui ne compte pas moins de 15 000 paquets et est maintenant proposée à destination de onze architectures.

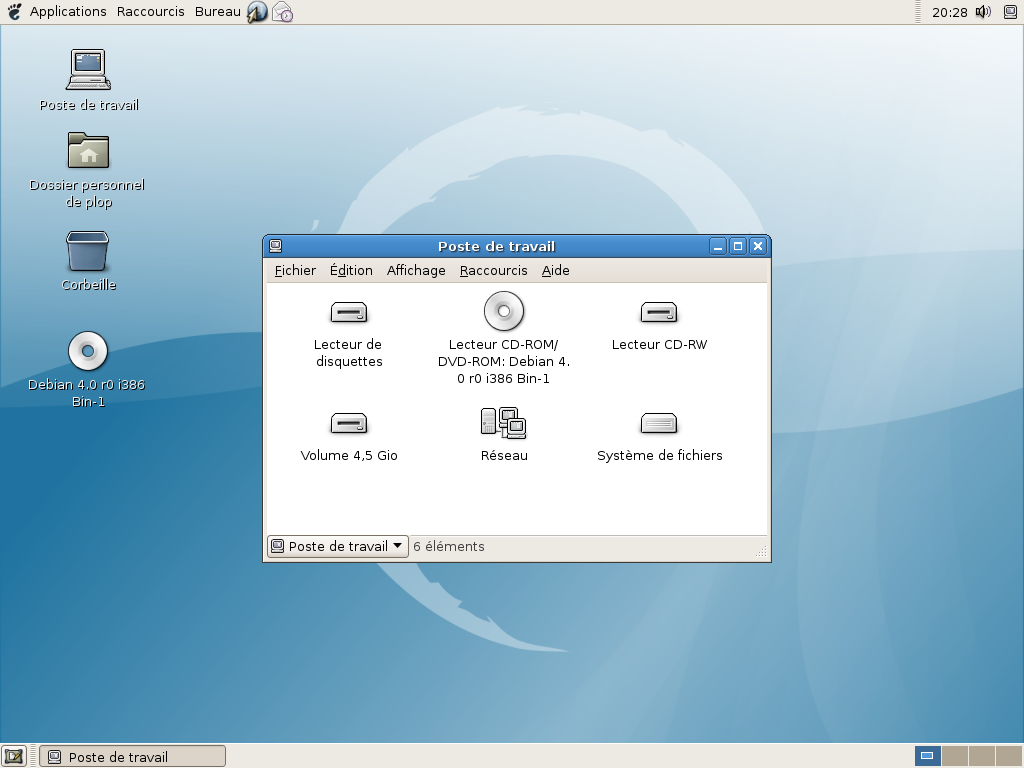
Debian 4 (Etch) en français.

Le 8 avril 2007 sort la version 4.0 (Etch) ; et sa quatrième révision (4.0r4, nom de code : « Etch-and-a-half ») est publiée le 27 juillet 2008. Outre les mises à jour de sécurité habituelles, cette version propose un nouveau noyau (2.6.24), des pilotes plus récents pour X.Org, ainsi que divers autres changements permettant de faire fonctionner Debian sur du matériel plus récent.
Le 15 août 2008, Debian peut même être installée sur le téléphone Neo FreeRunner, à la grande joie des développeurs et autres geeks, car cela en fait la plate-forme de développement idéale pour ce smartphone.
Le 14 février 2009, la version 5.0 (Lenny) est publiée, incluant un portage supplémentaire : le support des nouveaux processeurs ARM. Elle comprend environ 23 000 paquets binaires (construits à partir de plus de 12 000 paquets source), maintenus par plus de 1 010 développeurs.
En juillet 2009, une politique de gel du développement — s'inscrivant dans un cycle de deux ans — est annoncée. Les « gels temporaux » sont destinés à  fournir une meilleure prévisibilité aux utilisateurs ainsi que de permettre aux développeurs d'optimiser leur planning à long terme. Ce cycle de deux ans permet d'avoir plus de temps pour les changements perturbateurs, ce qui réduit les désagréments occasionnés aux utilisateurs. Des dates de gel prévisibles devraient également permettre de réduire la durée totale de la période de gel.
Le cycle de la version 6.0 (Squeeze), publiée le 6 février 2011, est particulièrement court ;  bien que le gel soit attendu pour décembre 2009, l'annonce de celui-ci arrive au mois d'août 2010, ce qui coïncide avec la célébration de la dixième conférence DebConf de New York.
En septembre 2010, le service de backports devient officiel, fournissant des versions de certains logiciels (versions issues de la version testing), adaptées à la version stable.
Debian était autrefois publiée sous la forme d'un grand ensemble de CDs pour chaque architecture, mais, avec la sortie de Debian 9 (Stretch) en 2017, le pressage et la fourniture sont abandonnés, au profit d'un partenariat avec des vendeurs tiers « officiels ».
Debian est en développement constant ; ainsi, de nouveaux paquets sont téléchargés chaque jour sur unstable, qui sont destinés aux utilisateurs avancés, car — comme le nom l'indique — ils ne sont pas stables , ce qui peut impliquer des situations techniquement compliquées, surtout pour un utilisateur peu expérimenté ; par exemple : une application qui s'arrête inopinément et refuse de fonctionner (« segmentation fault »), voire un blocage total du système (« kernel panic »).
Tout au long de la vie de Debian, la distribution et son site web ont remporté divers prix, de la part de différentes organisations, notamment un prix Best of the Net en octobre 1998, la distribution de serveur de l'année, en 2011 et la meilleure distribution Linux de 2011.
Le 2 décembre 2015, Microsoft annonce proposer Debian GNU/Linux en tant que distribution approuvée, sur la plate-forme cloud Azure, ajoutant également un environnement utilisateur à son système d'exploitation de bureau Windows 10 appelé : « Sous-système Windows pour Linux » qui offre un sous-ensemble Debian.
Enfin, le 6 juillet 2019 est publiée la version 10 (Buster), contenant 57 700 paquets et apportant, entre autres, les versions 7.4 et 8.3 des compilateurs GCC, la version 11 du SGBD PostgreSQL et la version 6.1 de la suite bureautique LibreOffice.

### Stabilité du projet et accessibilité de la distribution (2020 - aujourd'hui)
En 2020, Jonathan Carter est élu DPL. Il s'est fixé comme objectif, pour son premier mandat, de résoudre les problèmes d'instabilité du projet. Le statut « développeur » est modifié en statut de « membre », afin de montrer que Debian n'est pas simplement une distribution mais également — et surtout ! — une communauté.
Son mandat de 2021 se concentre sur la sortie de Debian 11 (Bullseye), qui a lieu le 14 août 2021 ; c'est seulement à partir de son troisième mandat qu'il affirme sa volonté de rendre la distribution plus accessible.
Pour la sortie de Debian 12 (Bookworm), le 10 juin 2023, la communauté décide, par un vote, d'inclure des micrologiciels non libres dans l'installeur, afin de faciliter l'installation ; en effet, auparavant, ils étaient inclus dans la section « non-free » des dépôts qui, bien que disponible, ne fait pas — comme la section « contrib » — officiellement partie de la distribution et, bien entendu, ils ne sont accessibles qu'à condition de les avoir ajoutés soi-même dans le fichier (/etc/apt/sources.list) réservé à cet effet, ou en le signifiant à l'installeur par le biais du mode « avancé » de ce dernier. Cela marquera une rupture avec la philosophie d'origine : être totalement un logiciel libre ; et cela impliquera la modification du contrat social .
Pour son quatrième mandat, le 14 mars 2023, Carter parle d'en finir avec l'image de Debian en tant que « [...] la distribution que les autres distributions utilisent comme socle », pour en faire une distribution qui soit « [...] aussi populaire qu'elle le mérite [...] », autrement dit : accessible à tous !

## Logo et communication

Logo Debian version libre.

Debian étant un projet communautaire, la notion d'« image de marque » n'est que très peu développée.

Debian diversité.

Le logo actuel, nommé « la volute », est l'œuvre de Raul M. Silva (résultat d'un concours, organisé en 1999).
Il existe en deux versions : la première dont l'usage est libre (volute seule, avec ou sans la mention « Debian ») et une seconde, l'officielle (volute au-dessus d'une carafe à décanter le vin, avec ou sans mention « Debian »), qui ne peut être utilisée qu'avec l'autorisation explicite de Debian,. Le rouge utilisé était Rubine Red 2X CVC de Pantone mais, à la suite de l'arrêt de cette référence, il a été remplacé par Strong Red C (  RGB #CE0056) ou Rubine Red C (RGB #CE0058). La police utilisée est Poppl Laudatio Condensed.
Aucune déclaration officielle n'a été faite quant à la signification ou la source d'inspiration du logo. Différentes hypothèses ont toutefois été avancées,.
Une variante du logo, appelée « Debian diversité » a été créée par l'artiste Valessio Brito pour représenter la diversité du projet debian.

## Organisation du projet

Organigramme de la fondation Debian.

Debian est une distribution GNU/Linux non commerciale, elle a pour principal but de fournir un système d'exploitation composé uniquement de logiciels libres.
Debian se prononce « Dêbyann ». Ce nom trouve son origine dans la concaténation de deux prénoms : le diminutif (« Deb ») de celui de la petite amie de Ian Murdock à l'époque (« Debra Lynn », qui deviendra plus tard sa femme) ; et le sien : « Ian ».
Le projet Debian s'organise autour de trois piliers :
1. un contrat social passé avec la communauté du logiciel libre ; il définit les grands principes auxquels les développeurs adhèrent[22] ;
2. les principes du logiciel libre selon Debian (ou DFSG), définissant précisément le sens du mot « libre » pour les développeurs Debian[23] ;
3. une constitution, qui décrit le fonctionnement interne du projet, les méthodes de prise de décisions et les rôles des différents acteurs : le Responsable de Projet, le secrétaire, les développeurs[24], etc. La démocratie Internet utilise une méthode de vote par pondération par classement : la Méthode de Schulze (une méthode Condorcet).

Juridiquement, Debian est le projet d'une association à but non lucratif nommée SPI (Software in the Public Interest).
Debian est le nom de l'organisation, mais est de fait utilisé pour désigner la distribution, qui se trouve être le fruit de l'organisation.
La fondation regroupe plusieurs centaines de développeurs, mais tous ne sont pas actifs. Les programmeurs actifs sont normalement chargés de la gestion d'un ou plusieurs paquets. La coordination est assurée par des échanges sur des listes de diffusion ou par chat IRC, ainsi que par les organes de la fondation.
Le projet est dirigé par le Debian Project Leader (« Responsable de Projet Debian » ou « DPL »), qui est élu (ou réélu) par les membres chaque année, dans le respect de la constitution de la fondation. Ses pouvoirs sont limités, certaines des décisions sont prises par la communauté. Il est assisté, depuis 2006, par un Debian second in charge (2IC).
Un autre poste important est celui de release manager, lui-même assisté de release assistants. Son rôle est de définir (avec la communauté des développeurs) les objectifs de la prochaine version, de superviser le processus et de définir les dates de sorties,.
Le projet est composé de bénévoles, essentiellement des développeurs. De ce fait, la fondation a des besoins financiers réduits, satisfaits par des dons en nature (des ordinateurs, par exemple) ou en argent.

### Responsable de Projet Debian(Debian Project Leader / DPL)
Une des particularités, depuis 1999, est d'élire le Responsable de Projet 
au suffrage universel direct. Depuis 1993, dix huit membres de la communauté ont été en poste. Les élections se déroulent en suivant la Méthode de Condorcet. Deux femmes : Margarita Manterola (en 2010) et Sruthi Chandran (en 2020, 2021 et 2024) ont postulé, mais sans succès.
Le projet a eu les DPLs suivants, :
1. Ian Murdock (août 1993 – mars 1996), fondateur ;
2. Bruce Perens (avril 1996 – décembre 1997) ;
3. Ian Jackson (janvier 1998 – décembre 1998) ;
4. Wichert Akkerman (janvier 1999 – mars 2001) ;
5. Ben Collins (avril 2001 – avril 2002) ;
6. Bdale Garbee (avril 2002 – avril 2003) ;
7. Martin Michlmayr (mars 2003 – mars 2005) ;
8. Branden Robinson (avril 2005 – avril 2006) ;
9. Anthony Towns (avril 2006 – avril 2007) ;
10. Samuel Hocevar (avril 2007 – avril 2008) ;
11. Steve McIntyre (avril 2008 – avril 2010)[31],[32] ;
12. Stefano Zacchiroli (avril 2010 – avril 2013)[33] ;
13. Lucas Nussbaum (avril 2013 – avril 2015)[34] ;
14. Neil McGovern (avril 2015 – avril 2016) ;
15. Mehdi Dogguy (avril 2016 – avril 2017) ;
16. Chris Lamb (avril 2017 – avril 2019) ;
17. Sam Hartman (avril 2019 − avril 2020)[35] ;
18. Jonathan Carter (avril 2020 − avril 2024)[36],[37],[38] ;
19. Andreas Tille (avril 2024 - aujourd'hui)[39].

| Année | Vainqueur          | Bat le candidat | Développeurs |
| ----- | ------------------ | --- | ------------ |
| 1999  | Wichert Akkerman   | - Ben Collins (172 - 28) - Joseph carter (177 - 24) - Richard Braakman (196 - 7)                                                                 | 347          |
| 2000  | Wichert Akkerman   | - Joel Klecker (114 - 22) - Ben Collins (133 - 39) - Matthew Vernon (117 - 7)                                                                    | 347          |
| 2001  | Ben Collins        | - Branden Robbinson (149 - 112) - Anand Kumria (175 - 24) - Bdale Garbee (145 - 20)                                                              | 311          |
| 2002  | Bdale Garbee       | - Branden Robinson (291 - 178) - Raphaël Hertzog (327 - 134)                                                                                     | 939          |
| 2003  | Martin Michlmayr   | - Moshe Zadka (397 - 38) - Bdale Garbee (228 - 224) - Branden Robinson (237 - 226)                                                               | 831          |
| 2004  | Martin Michlmayr   | - Gergely Nagy (438 - 29) - Branden Robinson (287 - 182)                                                                                         | 911          |
| 2005  | Branden Robinson   | - Matthew Garrett (248 - 220) - Anthony Towns (245 - 222) - Angus Lees (352 - 95) - Andreas Schuldei (244 - 184)                                 | 965          |
| 2006  | Anthony Towns      | - Jeroen van Wolffelaar (230 - 144) - Steve McIntyre (190 - 184) - Andreas Schulde (242 - 135) - Bill Allombert (281 - 99)                       | 972          |
| 2007  | Sam Hocevar        | - Wouter Verhelst (237 - 163) - Gustavo Franco (278 - 75) - Steve McIntyre (211 - 203) - Raphaël Hertzog (227 - 177) - Anthony Towns (252 - 184) | 1036         |
| 2008  | Steve McIntyre     | - Raphaël Hertzog (208 - 155) - Marc Brockschmidt (222 - 137)                                                                                    | 1075         |
| 2009  | Steve McIntyre     | - Stefano Zacchiroli (185 - 142) | 1013         |
| 2010  | Stefano Zacchiroli | - Wouter Verhelst (300 - 102) - Charles Plessy (373 - 33) - Margarita Manterol (271 - 124)                                                       | 886          |
| 2011  | Stefano Zacchiroli | - Seul candidat | 911          |
| 2012  | Stefano Zacchiroli | - Wouter Verhelst (347 - 37) - Gergely Nagy (354 - 34)                                                                                           | 948          |
| 2013  | Lucas Nussbaum     | - Gergely Nagy (279 - 62) - Moray Allan (210 - 141)                                                                                              | 988          |
| 2014  | Lucas Nussbaum     | - Neil McGovern (205 - 158) | 1003         |
| 2015  | Neil McGovern      | - Mehdi Dogguy (203 - 119) - Gergely Nagy (278 - 52)                                                                                             | 1033         |
| 2016  | Mehdi Dogguy       | - Seul candidat | 1023         |
| 2017  | Chris Lamb         | - Mehdi Dogguy (163 - 132) | 1062         |
| 2018  | Chris Lamb         | - Seul candidat | 1001         |
| 2019  | Sam Hartman        | - Joerg Jaspert (217 - 128) - Jonathan Carter (206 - 109) - Martin Michlmay (202 - 134)                                                          | 1003         |
| 2020  | Jonathan Carter    | - Sruthi Chandran (258 - 57) - Brian Gupta (281 - 40)                                                                                            | 1011         |
| 2021  | Jonathan Carter    | - Sruthi Chandran (312 - 102) | 1018         |
| 2022  | Jonathan Carter    | - Felix Lechner (266 - 69) - Hideki Yamane (327 - 22)                                                                                            | 1023         |
| 2023  | Jonathan Carter    | - Seul candidat | 996          |
| 2024  | Andreas Tille      | - Sruthi Chandran (201 - 135) | 1010         |

### Responsables de la publication(release managers)
1. Brian C. White (1997 – 1999) ;
2. Richard Braakman (1999 – 2000) ;
3. Anthony Towns (2000 – 2004) ;
4. Steve Langasek, Andreas Barth et Colin Watson (2004 – 2007) ;
5. Andreas Barth et Luk Claes (2007 – 2008) ;
6. Luk Claes et Marc Brockschmidt (2008 – 2009) ;
7. Luk Claes et Adeodato Simó (2009 – 2010) ;
8. Adam D. Barratt et Neil McGovern (2010 – 2013)[40] ;
9. Adam D. Barratt et Niels Thykier (2013 – aujourd'hui)[41].

Un poste de Debian 2IC a été créé par Anthony Towns, il a été occupé par Steve McIntyre d'avril 2006 à avril 2007.

## Caractéristiques
Debian réunit autour d'un noyau de système d'exploitation de nombreux éléments développés indépendamment les uns des autres et ce, pour plusieurs architectures matérielles. Ces éléments, programmes de base complétant le noyau et logiciels applicatifs, se présentent sous forme de paquets, qui peuvent être installés en fonction des besoins.
Certaines versions de Debian sont organisées autour d’autres noyaux : Debian GNU/Hurd et Debian GNU/kFreeBSD.

### Cycles des versions de Debian GNU/Linux
Debian est disponible en trois versions. Ces trois versions possèdent des cycles de développement distincts (trois branches) :
- stable : c'est la version mise en avant par la communauté, c'est également la version par défaut et la seule réellement stable (même si, de nos jours, avec l'inflation du nombre de paquets et la période de « freeze »[42] ne pouvant durer indéfiniment, la version stable est de plus en plus souvent publiée avec quelques bugs résiduels, d'où l'importance d'installer en premier le paquet apt-listbugs[43]). Seules les mises à jour de sécurité sont publiées. Une version sort tous les deux ans ;
- testing : c'est la version en amont de la version stable. Seuls les paquets présents depuis un certain temps dans la version unstable y sont publiés. Elle offre  des paquets extrêmement récents, tout en conservant une base de stabilité relative (rien de réellement bloquant).
- unstable : (surnommée Sid, pour « Still In Development ») II s'agit de la version qui est en amont de la version testing, elle est en constante évolution, alimentée sans fin par des nouveaux paquets ou des mises à jour de paquets déjà existants (on parle de rolling release). Elle est déconseillée, car exposée à des bugs dits « de sévérité grave » (bugs pouvant générer une erreur de segmentation (segmentation fault), voire un kernel panic) ; pour ces raison cette branche concerne plutôt les utilisateurs avancés.

Outre le dépôt nommé backports (dépôt officiellement supporté par Debian qui contient des paquets issus de testing suffisament débuggués pour être utilisés avec stable), il existe un dépôt nommé experimental, qui contient des paquets  dont l'utilisation pourrait dégrader le système. Cependant, le dépôt experimental ne contient pas tous les paquets disponibles dans les branches stable, testing et unstable, c'est pourquoi il n'est pas considéré comme une branche à part entière.

### Debian Stable en version Live CD
Debian Stable est disponible en version  Live CD (ou CD autonome) sur les serveurs du site officiel. Elle permet de tester la distribution depuis un support amovible, comme une clé USB, sans avoir à l'installer, (l'installation peut se faire par la suite). Depuis la version 10, l'installateur par défaut est Calamares qui est un installateur graphique simplifié. La version Live CD inclut notamment un écran de démarrage graphique et simplifie l'accès à l'administration système. À partir de la version 12, la version Live CD propose le choix des dépôts non-free (tout, ou une partie est propriétaire).
L'utilisateur a le choix entre sept environnements de bureau, pour l'architecture AMD64, à savoir : GNOME, KDE, LXDE, LXQt, MATE, Cinnamon et Xfce.

## Logithèque de Debian
La distribution GNU/Linux Debian contient environ 64 000 paquets (plus de 64 419 au moment de la sortie de la version 12.0 (Bookworm, le 10 juin 2023)) élaborés et / ou entretenus par plus d'un millier de développeurs.
Debian est officiellement disponible pour neuf plates-formes : x86 (i686), x64 (AMD64 ou Intel 64), ARM (EABI, v7 et 64 bits), MIPS petit-boutiste (32 bits et 64 bits), Power Systems (PowerPC 64 bits petit-boutiste) et System z. Le portage 32 bits de l'architecture SPARC n'est plus assuré à la fin de vie de Debian Wheezy, au profit de la nouvelle architecture SPARC64 (pour les processeurs à partir des Sparc V9, des processeurs 64-bits), qui, en quelque sorte, la remplace. L'architecture SPARC64 n'est pas officiellement prise en charge par le projet Debian. D'autres architectures sont reconnues, mais de manière non officielle.

### Sections de paquets logiciels
Pour chaque branche, quatre sections sont disponibles :
- la section main est la section principale de Debian. Elle contient la plupart des paquets ;
- la section non-free regroupe tous les paquets qui ne respectent pas les DFSG ; ils ne font plus officiellement partie de la distribution. Le paquet vrms indique s'il y a des paquets non-free, leurs noms, la raison de leur présence sur le système, etc. ;
- la section contrib est destinée aux paquets qui respectent les DFSG, mais qui ont des dépendances se trouvant en dehors de main (qui peuvent être empaquetées pour Debian dans non-free), ils ne font plus, non plus, officiellement partie de la distribution ;
- la section non-free-firmware, qui (depuis la version 12) contient les microcodes qui ne respectent pas les DFSG.

### Gestion des paquets
Debian est réputée pour la fiabilité de son gestionnaire de paquets original (format de fichier deb) : dpkg (Debian Packages). Celui-ci est rarement utilisé directement, au profit d'autres logiciels plus adaptés : apt, en CLI, qui permet des mises à jour sécurisées (l'outil est suffisamment bien conçu pour limiter, voire supprimer, le risque d'erreurs dans la gestion des paquets) et qui garantit l’homogénéité du système ; il existe plusieurs autres programmes qui en sont dépendants, capables de gérer quelques tâches annexes dont tous les utilisateurs n'auront pas forcément besoin ; leurs noms commencent par « apt- » (apt-get, apt-cache, apt-listchanges, apt-listbugs, etc.).
Outre sa facilité d'emploi et sa polyvalence, son intérêt réside dans la gestion automatique des dépendances entre les différents paquets. Il existe également aptitude, la version GUI d'apt ; on peut aussi noter synaptic et le vénérable dselect (qui est une interface semi-graphique (grâce à la bibliothèque ncurses) à dpkg, qui n'est plus guère utilisée depuis l'apparition d'apt et consort).

## Installation

Menu d'installation de Debian GNU/Linux 12.4.0 à partir de l'ISO « netinst » (février 2024).

Debian offre la possibilité de télécharger des images disque CD, DVD et BD via BitTorrent ou Jigdo. Il est également possible de les acheter via des revendeurs. Les ensembles complets sont constitués de nombreux disques (la version AMD64 de Debian 12 consiste, par exemple, en 21 DVD ou 4 BD).
Seul le premier disque est requis pour l'installation, l'installateur pouvant récupérer les logiciels absents par le réseau (à la condition essentielle que la configuration réseau soit bonne) via les dépôts en ligne. Les images sont hybrides, il est donc possible de les utiliser pour créer une clé USB bootable.
Les environnements de bureau pouvant être installés à partir du DVD sont GNOME, KDE, LXDE, LXQt, MATE, Cinnamon et Xfce. Si l'installation s'effectue à partir des DVD, seul le premier est nécessaire (dès lors que la configuration réseau est bonne) pour installer GNOME.
Debian permet d'installer le système via le réseau de trois manières distinctes :
- l'image ISO netinst[56], à partir de laquelle, une fois installée, on peut mettre à jour l'ensemble du système ;
- les petits CD ou clés live USB, avec des fichiers images qui occupent jusqu'à 460 Mo ;
- l'amorçage par le réseau : il faut, au préalable, paramétrer des serveurs TFTP et DHCP (ou BOOTP ou RARP) qui permettent aux machines du réseau local de récupérer l'image via le réseau. Une fois la machine cliente démarrée en PXE ou TFTP, l'installation du système s'effectue[57].

### Configuration matérielle minimale recommandée
| Type d'installation | RAM (minimum)  | RAM (recommandée) | Disque dur    |
| ------------------- | -------------- | ----------------- | ------------- |
| Sans bureau         | 128 mégaoctets | 512 mégaoctets    | 2 gigaoctets  |
| Avec bureau         | 256 mégaoctets | 1 gigaoctet       | 10 gigaoctets |

## Critiques

### Orientation et utilisations
À l'origine, le développement de Debian était axé principalement sur une utilisation sur serveurs, elle est donc particulièrement adaptée à ce rôle ; par exemple elle distingue toujours l'administrateur (super-utilisateur, ou « root », sous *nix) de l'« utilisateur » (si un mot de passe pour le premier est renseigné lors de l'installation). Cependant, le but a toujours été d'obtenir un système universel, c'est-à-dire : utilisable aussi bien sur un ordinateur de bureau, un ordinateur portable, voire un smartphone (ordiphone Mobian, Neo FreeRunner), que sur des serveurs.

### Délais de publication des versions («releases»)
Cette utilisation, originellement orientée serveurs, a également influencé le cycle de publication : une fiabilité irréprochable étant nécessaire, cela entraînait des délais trop longs entre chaque publication d'une nouvelle version stable. Cela avait pour conséquence de fournir des applicatifs stables mais qui, au moment de la sortie d'une nouvelle version, étaient parfois dépassés.
En 2008, à partir de Debian Etch 4.0r4, pour résoudre ce problème, la version « Etch et demi » (Etch-And-A-Half) propose une mise à jour des paquets au sein d'une version stable, ce qui est une première dans l'histoire de Debian.
En 2009, on décide que la date de début du gel des paquets sera la fin de chaque année impaire (on stoppe les mises à jour des éléments constituants, pour se concentrer plutôt sur leurs bonnes interactions). Cette nouvelle stratégie consiste en un cycle de développement de deux ans, avec une nouvelle version stable au début de chaque année paire.
Toutefois, la sortie de la version stable continue à avoir lieu les années impaires (et plus forcément en début d'année) ; la dernière publication d'une version majeure de Debian une année paire est le 19 juillet 2002 (la version 3.0).

### Sécurité
La politique de sécurité commune aux distributions libres est de toujours publier et communiquer sur les failles découvertes. La sécurité est réputée être un point fort de Debian ; l'équipe spécialisée dans la sécurité de l'ensemble des logiciels proposés est d'ailleurs une référence dans ce domaine, elle participe activement au comité « Open Vulnerability Assessment Language ».
En mai 2008, Luciano Bello, développeur debian (dd) et chercheur en sécurité informatique, découvre que des changements effectués dans la version d'OpenSSL distribuée par Debian avaient provoqué une faiblesse dans le générateur de nombres aléatoires (les clés de sécurité, si elles étaient générées sur une machine utilisant la version Etch, étaient prévisibles). Cette faille a concerné aussi les distributions dérivées de Debian, telles que Ubuntu et Knoppix.

## Utilisation dans des administrations publiques
Fin 2005, la distribution est retenue par la ville de Munich pour équiper les quelque 14 000 ordinateurs, de type PC, qui forment alors son parc informatique. En  2014, un bilan établi par la nouvelle équipe municipale, annonce un coût de 14 millions d'euros (M€) pour la migration, partiellement compensé par 11 M€ d'économies (en licences et en matériel).
Le coût du retour à Windows, lui, est estimé à 3 M€ de matériel, plus le coût des licences (inconnu, puisque négociable), par la même étude. De  2013  à  2020 , la ville compte jusqu'à 80 % de son parc informatique sous MiNux (Debian), mais, en  2017, un tournant s'opère dans la gestion du parc, avec un retour à Windows 10, principalement pour des raisons d'interopérabilité à l'aube d'une nouvelle décennie.

## Distributions fondées sur Debian

Distributions dérivées (1993-2023).

## Controverses

### Tentative de détournement de la marque «Debian»
Depuis 2018, un ancien DD, « exclu du projet il y a quelques années pour avoir adopté un comportement nuisible pour la réputation de Debian et pour la communauté elle-même », Daniel Pocock, tente de s'approprier indument la marque « Debian ».
En novembre 2023, le Tribunal Cantonal du Canton de Vaud a statué qu'il s'agissait bel et bien d'un détournement  de la marque et ordonné que l'enregistrement suisse de la marque déposée soit « transféré à l'organisme habilité du projet Debian », ainsi que le relate cet extrait de Debian News du 6 juin 2024 :

« À la suite de l'enregistrement abusif de la marque Debian en Suisse
par la société d'un ancien développeur Debian – qui a conduit une sévère
campagne de dénigrement contre Debian depuis 2018 – le projet Debian a
entrepris une action vigoureuse pour protéger ses marques déposées et
ses intérêts dans le monde entier.
 En novembre 2023, à la suite d'une action en justice introduite par
Debian, le Tribunal Cantonal du Canton de Vaud a statué[PDF] que
l'enregistrement de la marque DEBIAN en Suisse par Open Source Developer
Freedom SA (OSDF) en liquidation – précédemment Software Freedom
Institute SA – était un détournement de la marque déposée Debian, dans
la mesure où cette dernière est notoire et établie dans le domaine
informatique au niveau mondial. Aucun recours n'a été déposé à
l'encontre du jugement qui est par conséquent définitif. »

En mai 2024, dans un heureux dénouement, l'OMPI (« World Intellectual Property Organisation » (WIPO), en anglais) a ordonné aux bureaux d'enregistrement concernés de transférer la totalité des quatorze enregistrements à SPI Inc. en fiducie pour Debian et que les frais de justice soient payés par la
société de Daniel Pocock, Open Source Developer Freedom SA (OSDF), laquelle a aussi été condamnée à publier le jugement sur son site web.
À la suite de ce jugement, OSDF a précipitamment annulé l'enregistrement et est entrée en liquidation judiciaire, sans en avoir avisé SPI et sans régler le moindre frais de justice.
En juin 2024, Daniel Pocock n'a toujours pas répondu aux injonctions de la cour et Debian
a été contrainte d'introduire une action en justice pour le recouvrement de ses frais.